# 彼女×彼女×彼女 〜三姉妹とのドキドキ共同生活〜
『彼女×彼女×彼女〜三姉妹とのドキドキ共同生活〜』（かのじょ・かのじょ・かのじょ さんしまいとのドキドキきょうどうせいかつ）は、2008年5月30日にωstarより発売されたアダルトゲーム。
2009年12月18日、ロットアップで入手困難となった『彼女×彼女×彼女〜三姉妹とのドキドキ共同生活〜』と『彼女×彼女×彼女 ドキドキフルスロットル!』を、1パッケージに纏めた作品『彼女×彼女×彼女 ドキドキPack!』がωstarより発売。両作品の版権画像データを追加収録しており、CGビューアで閲覧が可能。

## 概要
ゲームシステムは、同じくCROSSNETのブランドの1つ・Crossnet-Pieより発売された『boin』や『リゾートBOIN』と同様に、定番のコマンド選択型アドベンチャー形式。SDキャラを操作するマップ移動やヒロイン5人との個別エンディング（ただし、5人のうち主人公の親戚ではないサブヒロイン2人は共同のハーレムエンドのみ）こそ搭載されているものの、ほぼ一本道のシナリオに主人公とヒロインたちによるセックスシーンを盛り込んだ抜きゲーであり、彼らの織り成すラブコメ系シナリオを描きながら、個別プレイから多人数プレイまで対応した豊富かつ濃厚なセックスシーンを堪能させることに重点を置いた作りとなっている。

## あらすじ
『彼女×彼女×彼女〜三姉妹とのドキドキ共同生活〜』
主人公の少年・志木春臣は火山のそびえる離島に住んでいたが、噴火の活発化で全島避難を余儀なくされ、都会に住む親戚・織節家へ居候の身となってしまう。平凡だった実家とはまるで違うそこには、長女の夏実、次女の秋奈、三女の真冬という三姉妹が暮らしていた。
都会の暮らしに戸惑うものの、春臣は織節三姉妹や学園の少女たちとの恋愛やセックスを交えながら、刺激的な日々を過ごしていく。
『彼女×彼女×彼女 ドキドキフルスロットル！』
『彼女×彼女×彼女〜三姉妹とのドキドキ共同生活〜』の1年後を描いたファンディスクという位置付けであり、ゲームシステムやスタッフなどは同じ。
夏実、秋奈、真冬、翠、鈴蘭との個別後日談や彼女たちヒロイン5人とのハーレムエンドに加え、司とのボーイズラブを描いたシナリオが収録されている。また、多数のセックスシーンのうち、『共同生活』からの流用分については、エフェクトツールによるアニメ処理が施されている。
- 「ハーレム Story」について
  - 『共同生活』と同じく和泉が担当し、春臣とヒロイン5人のハーレムエンドを描いた[2]このシナリオでは、『リゾートBOIN』の舞台である孤島「奄那土島」（あまなつとう）を、彼ら6人が旅行に訪れる。その本編には、夜間の露天風呂を舞台に繰り広げられる連続6Pの際に仰向けとなった春臣が、上半身の左右に寄り添う鈴蘭と夏実の爆乳をそれぞれ両手で鷲掴みにしながら、下半身の股間に寄り添う秋奈・翠・真冬からトリプルフェラを受けるというCGが存在するが、2010年9月24日にマリンより発売された『ぱいずりチアリーダーVS搾乳応援団!』[3]には、それに酷似したCGが存在する[4]として話題になった[5]。

## 登場人物
基本設定は公式サイトのキャラクター紹介による。

### 主要人物
志木 春臣（しき はるおみ）
声- 田中百太郎（OVA版のみ）
主人公。落ち着きのある性格や整った顔に加え、島での漁業経験から相当な体力を持つ少年。身長178センチメートル。体重62キログラム。
精力は絶倫で、やや早漏気味ではあるものの複数回連続の大量射精が可能な巨根の持ち主でもある。セックスへ開眼後はSっ気にも開眼して真冬を圧倒できるようになるうえ、織節三姉妹との4Pや翠と鈴蘭との3Pもこなせるようになる。
また、本編の1年後を描く『フルスロットル』に収録された「ハーレム Story」では、ヒロイン5人との連続6Pすら行えるようになっている。
上記の絶倫さから、シナリオを担当した和泉には「この主人公は体力あり過ぎっていうか出し過ぎだ（笑）」と評されている。
織節 秋奈（おりふし あきな）
声 - 有栖川みや美
メインヒロインの1人。織節三姉妹の次女で巨乳。しっかりしているが、やきもち焼きなところもある。春臣とは同い年かつ幼馴染で級友。身長158センチメートル。スリーサイズ - B92・W53・H83。体重42キログラム。
自宅でも学園でもソツの無い、才色兼備の元気な美少女として人気者である。春臣への好感度は物語開始当初から高く、何かと世話を焼きたがる。
織節 夏実（おりふし なつみ）
声 - 紘川琴音
メインヒロインの1人。織節三姉妹の長女で爆乳。占いが大好きなおっとり系の優しい性格であるが、酒には極めて弱く、匂いを嗅いだだけで酔っ払い、実際に飲むと酒乱かつ淫乱と化す。身長165センチメートル。スリーサイズ - B107・W56・H90 / 体重 - 48キログラム。
自宅の1階で、アイスクリーム店「みんみんアイス」を切り盛りしている。占いを好み、です・ます調を用いて話す。
『フルスロットル』に収録された「夏実's Story」では、相思相愛の春臣とセックスに明け暮れるだけでなく、彼からプロポーズの相手としても意識されるようになっている。
アダルトアニメ版では、春臣の初体験の相手となって処女を喪失する。
織節 真冬（おりふし まふゆ）
声 - 牧野真穂／乃嶋架菜（OVA版）
メインヒロインの1人。織節三姉妹の三女で貧乳。感情表現に乏しく見えるが、実は小悪魔系の性格。春臣より2歳下。身長151センチメートル。スリーサイズ - B78・W45・H80。体重40キログラム。
セックスへの興味は姉たちより遥かに強く、いつも官能小説を読んでいるほか、進んでオナニーに耽ったりサディスティックな一面を見せることもある。
白檀 翠（びゃくだん みどり）
声 - 青川ナガレ／綾音美言（OVA版）
サブヒロインの1人。春臣のクラスのクラス委員長を務める少女で貧乳。いつも鈴蘭と共に行動している。身長152センチメートル。スリーサイズ - B83・W50・H85。体重 - 41キログラム。
厳格な性格をしており、春臣と司には特に厳しく接する。高飛車な一面を持っており、四字熟語や名言を用いて話す。
『共同生活』では単独ルートが用意されておらず、鈴蘭とのハーレムエンドを迎えることとなる。
姫野原 鈴蘭（ひめのはら すずらん）
声 - 榊るな
サブヒロインの1人。春臣の級友の少女で夏実に次ぐ爆乳。掴み所の無い天然系の性格やストーカーの気質を持つ。身長160センチメートル。スリーサイズ - B102・W57・H89。体重47キログラム。
セックスについても貪欲のうえ、性具によって前後とも開発済み。まともに話すことはほとんど無く、代わりに花言葉を用いて話す。
『共同生活』では単独ルートが用意されておらず、翠とのハーレムエンドを迎えることとなる。

### その他
本能寺 司（ほんのうじ つかさ）
声 - 田中一郎
春臣の同級生で、春臣のことを一方的に親友だと思っている。身長149センチメートル。体重42キログラム。
人気アイスクリーム店「ハゲ・ダッツ」の社長の息子であり、運動神経抜群で顔立ちもよいが、空気が読めないためクラスでは嫌われている。また、シークレットシューズで身長を10センチメートル底上げしているにもかかわらず170センチメートルと語るなど、いわゆるヘタレである。
シナリオを担当した和泉には「色々な意味で新鮮なキャラ」と評されている。

## スタッフ
- シナリオ：猫コスメ、和泉万夜[注 1]
- キャラクターデザイン・原画：八宝備仁

主題歌「彼女×彼女×彼女〜今夜はぎゅっと抱きしめてね〜」
- 作詞：猫コスメ／作曲・編曲：椎名俊介（Angel Note）／歌：中山マミ

## アダルトアニメ
タイトルは原作と同じ。Platinum MilkyよりBDとDVDで発売された。
なお、画面サイズ16:9での制作かつ初回からBDでパッケージ発売された新作アダルトアニメは、本作が史上初である。

### 各巻リスト
第1話〜第3話の収録時間は30分。
- 第1話『都会はおっとり、しっかり、小悪魔パラダイス』（パッケージ版：2009年12月25日発売、ダウンロード版：2010年7月1日発売）
  - BD版初回ロットにはキャラクター設定資料集を、DVD初回限定版にはキャラクター設定資料集とSEXYボイスCDを同梱。
- 第2話『都会はトイレ、保健室、メイドパラダイス』（パッケージ版：2010年6月18日発売、ダウンロード版：2010年7月1日発売）
- 第3話『都会はお祭りとお風呂とハーレムパラダイス』（パッケージ版、ダウンロード版：2011年5月20日発売）
- 『彼女×彼女×彼女〜三姉妹とのドキドキ共同生活〜 完全版』（2013年4月19日発売）
  - 全3話をBD/DVD1枚（ダウンロード版は1ファイル）に収録。収録時間は90分。
  - 第3話にセックスシーンを中心としたシーンの追加や差し替えが施されている。
- 『俺の彼女はboinボインPack』（2015年12月4日発売）[7]
  - 本作全3話に『boin』全2話と『リゾートBOIN』全3話を合わせて1パッケージに収録したDVD廉価版。収録時間は240分。

### スタッフ（アダルトアニメ）
- 原作：トリトン
- プロデューサー：村上幸太郎、魚橋月路
- アニメーションプロデューサー：渡嘉敷八起
- キャラクター原案：八宝備仁
- 監督・絵コンテ・演出・キャラクターデザイン・作画監督：村山公輔
- 脚本：関町台風
- 美術監督：Lee Cheon Bok
- 撮影監督：桑良人
- 音響監督：岸川美樹
- アニメーション制作：Studio Eromatick
- 製作・発売：Milky
- 販売：株式会社ミルキーズピクチャーズ

## 関連商品

### 書籍
彼女×彼女×彼女 八宝備仁アートワークス
2010年6月30日にコアマガジンより発売された。ISBN 978-4-86252-819-3
本編の原画・CG・版権画を収録したムック。
絶版発禁エロゲ
2010年9月25日にオークスより発売された。ISBN 978-4-7990-0023-6
八宝備仁がCROSSNETで手掛けてきた、『boin』『リゾートBOIN』『彼女×彼女×彼女〜三姉妹とのドキドキ共同生活〜』『彼女×彼女×彼女 ドキドキフルスロットル!』を特集したムック。添付DVD-ROMにはそれら4作品の本編が収録されているが、初回起動時に必要な認証キーは1作品分しか収録されていないため、残り3作品分は追加購入する必要がある。なお、認証は2011年1月10日限りで終了済み。

### クロスポスター
織節秋奈ヌードクロスポスター
2011年4月30日から同年7月15日まで、コアマガジンの直営ネット書店「コアブックス」で受注予約販売された。
コアマガジンのアダルトゲーム雑誌『メガストア』のリニューアルと八宝備仁の画集『リゾートBOIN 八宝備仁アートワークス』の刊行を記念して制作された、クロスポスター。

### 抱き枕カバー
彼女×彼女×彼女 織節真冬 抱き枕カバー
2008年夏のコミケ74CROSSNET企業ブースで先行発売後、一般発売された。
彼女×彼女×彼女 織節秋奈 抱き枕カバー
2008年夏のコミケ74CROSSNET企業ブースで先行発売後、一般発売された。
彼女×彼女×彼女 織節夏実 抱き枕カバー
2008年冬のコミケ75CROSSNET企業ブースで先行発売後、一般発売された。

### オナホール
彼女×彼女×彼女〜三姉妹とのドキドキ共同生活〜 ホール
2009年12月27日にDioより発売された。
アダルトアニメ版とのタイアップで制作された、非貫通オナホール。パッケージ画によれば、第1話で描かれる秋奈のセックスシーンに合わせての使用が奨励されている。また、八宝備仁の関連商品がアダルトグッズとなるのはこれが初とのこと。

### フィギュア
彼女×彼女×彼女 織節秋奈 1/7ポリストーンフィギュア
2012年3月31日に宮沢模型のアダルトブランド「ミルクポット」より発売された。制服違いの流通限定版もある。
彼女×彼女×彼女 織節真冬 1/7ポリストーンフィギュア
2012年11月30日に宮沢模型のアダルトブランド「ミルクポット」より発売された。制服違いの流通限定版もある。
彼女×彼女×彼女 織節夏実 1/7ポリストーンフィギュア
2013年5月31日に宮沢模型のアダルトブランド「ミルクポット」より発売された。制服違いの流通限定版もある。
彼女×彼女×彼女 織節真冬 1.5Ver. 1/7 ポリストーンフィギュア
2014年5月31日に宮沢模型のアダルトブランド「ミルクポット」より発売された。
彼女×彼女×彼女 織節秋奈 1.5Ver. 1/7 ポリストーンフィギュア
2014年6月30日に宮沢模型のアダルトブランド「ミルクポット」より発売された。
彼女×彼女×彼女 織節真冬 ドキドキVer. ポリストーンフィギュア
2015年3月31日にアルゴ舎のアダルトブランド「Blackberry」より発売された。色違いの流通限定版もある。
彼女×彼女×彼女 織節秋奈 裸エプロン ホワイト ver.
2015年11月4日にアルゴ舎のアダルトブランド「Blackberry」より発売された。色違いのイエロー ver.もある。
彼女×彼女×彼女 織節真冬 ドキドキドキ ブラック Ver.
2016年1月にアルゴ舎のアダルトブランド「Blackberry」より発売された。色違いのレッド Ver.もある。
彼女×彼女×彼女 織節秋奈 Wedding Ver. WHITE 1/6 ポリストーンフィギュア
2016年1月にアイズプロジェクトより発売された。色違いのVer. PINKもある。

## 反響

### 『〜三姉妹とのドキドキ共同生活〜』
本作は抜きゲーとして評価された一方、シナリオが一本道というゲーム性の薄さを指摘する声が挙がっていた。
また、アダルトアニメ版は、2017年8月22日の時点でのDMM.comのアニメ動画週間作品ランキングベスト100（アダルトアニメ部門）において完全版が首位を獲得するなど、完全版の発売から4年が経った時点でも根強い人気を誇っていた。
おたぽるの穴リスト猫は、『彼女×彼女×彼女〜三姉妹とのドキドキ共同生活〜』についてゲーム性の薄さを指摘する一方で「2008年という発売時期を考えても、CGが美しい」と述べ、アダルトアニメ化がふさわしいと評したほか、アダルトアニメ版についても美麗な作画に加え、キャラクター性と物語性の高さを評価した。